# Kassow
Kassow település Németországban, Mecklenburg-Elő-Pomeránia tartományban. Lakosainak száma 353 fő (2023. december 31.).

## Népesség
A település népességének változása:
| Lakosok száma | 339  | 326  | 353  | 345  | 353  |
|               | 2017 | 2019 | 2021 | 2022 | 2023 |